# Grijsflankboomgors
De grijsflankboomgors (Poospizopsis caesar synoniem: Poospiza caesar) is een zangvogel uit de familie Thraupidae (tangaren).

## Verspreiding en leefgebied
Deze soort is endemisch in de Andes van zuidoostelijk Peru, met name in Apurímac, Cuzco en Puno.